# Schlangenberg (Stolberg)

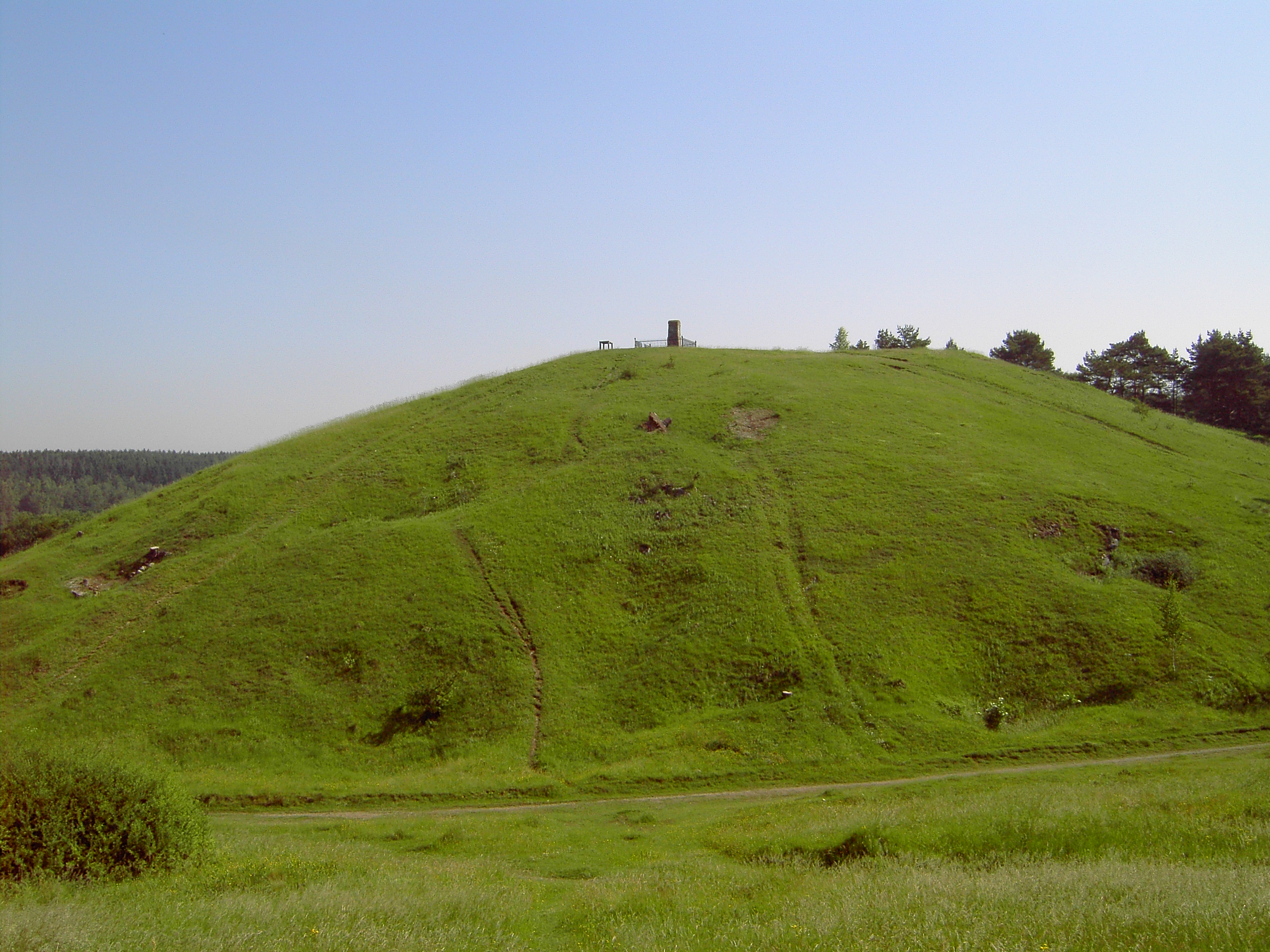
Schlangenberg

Der Schlangenberg ist ein 276 Meter NHN hoher Hügel in direkter Nachbarschaft des zu Stolberg gehörenden Stadtteils Breinigerberg. Er war im 18. und 19. Jahrhundert eines der Zentren des Galmeiabbaus in der Region. Heute trägt das den Hügel umgebende Naturschutzgebiet den Namen Naturschutzgebiet Schlangenberg.

## Geologie
Der Schlangenberg besteht zum überwiegenden Teil aus devonischem Kalkstein. Das Material hat sich vor etwa 400 Millionen Jahren abgelagert und gelangte 200 Millionen Jahre später an die Erdoberfläche. Es unterlag der Erosion, und schwermetallhaltige Erze drangen in die Kalke ein. Zinkblende, Markasit und Bleiglanz entstanden als Primärerze. In einem Folgeprozess entwickelte sich hieraus das Sekundärerz Galmei, das am Schlangenberg in dicken Schichten gefunden wurde.

## Historie
Der Galmeireichtum des Schlangenbergs machte den Hügel und die umliegende Gegend im 18. und 19. Jahrhundert zu einem bevorzugten Bergbaugebiet. Die Kupfermeister Stolbergs nutzten Galmei neben Kupfer, das überwiegend aus Abbauflächen im Harz stammte, zur Gewinnung von Messing. In den ersten Jahren erfolgte der Abbau oberirdisch, verlagerte sich mit fortschreitender Technisierung unter Tage. Aus diesem Grunde wurde der Schlangenberg von einer großen Zahl Stollen und Schächte durchbohrt. Heute sind diese verfallen und nicht mehr zugänglich. Weitere Relikte stammen aus der Nutzung als Standortübungsplatz, der 1993 geschlossen wurde.

## Gedenkstätten

### Kreuz
Die älteste Gedenkstätte des Schlangenbergs ist ein Kreuz. Das Mahnmal wurde im Jahre 1887 auf der Kuppe des Hügels errichtet und erinnert an den qualvollen Tod eines vierjährigen Jungen, der bei einem Haushaltsunfall im benachbarten Ort ums Leben kam. Als das Kreuz 1921 einer anderen Gedenkstätte weichen musste, brachte es die Bevölkerung auf halber Höhe erneut an. Inzwischen wurde das ursprünglich aus Holz gefertigte und verwitterte Kreuz durch ein aus weiß gestrichenem Stahl hergestelltes Metallkreuz ersetzt.

### Gedächtnisstätte für Kriegsopfer

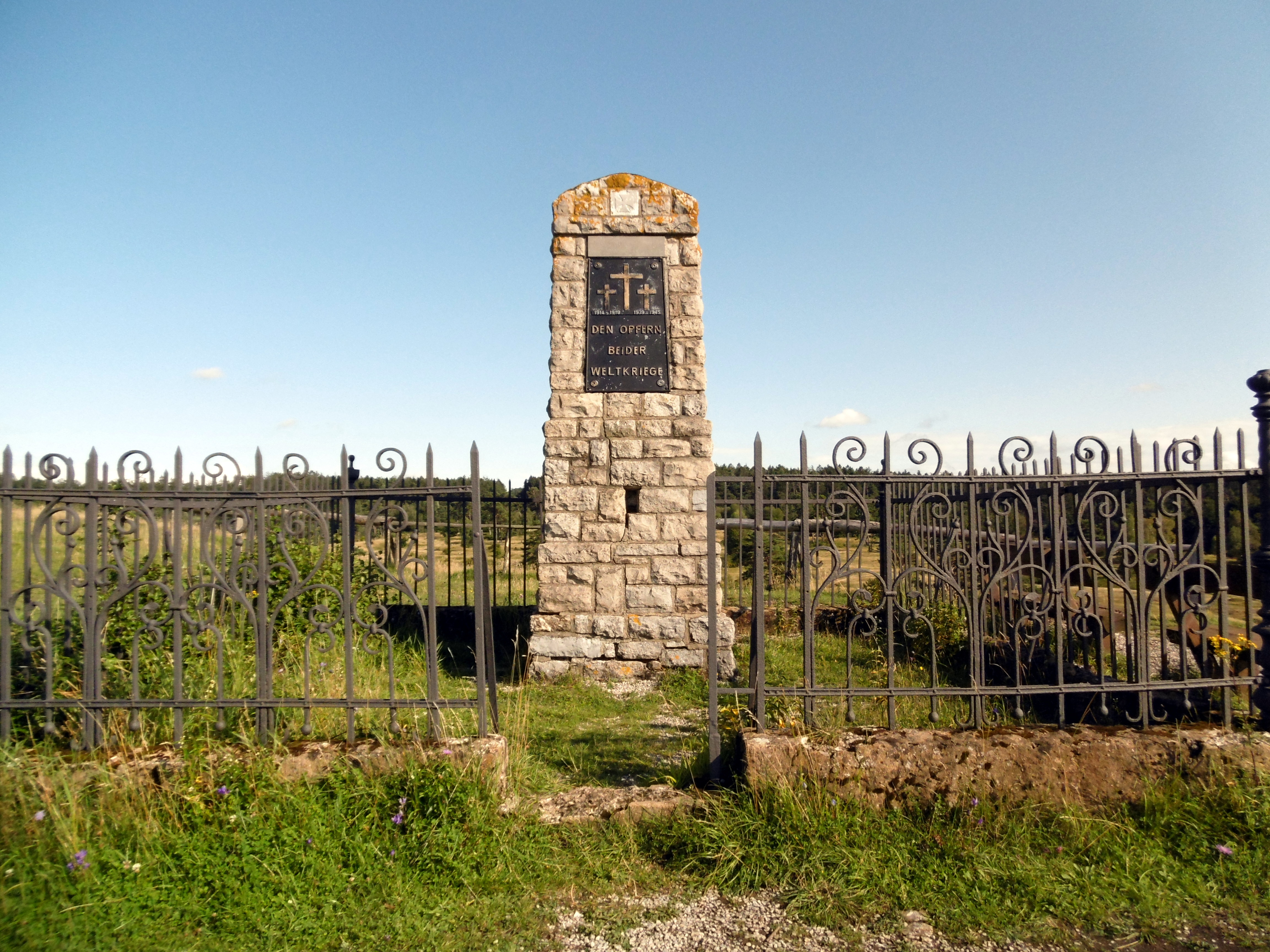
Gedenkstätte für die Opfer beider Weltkriege
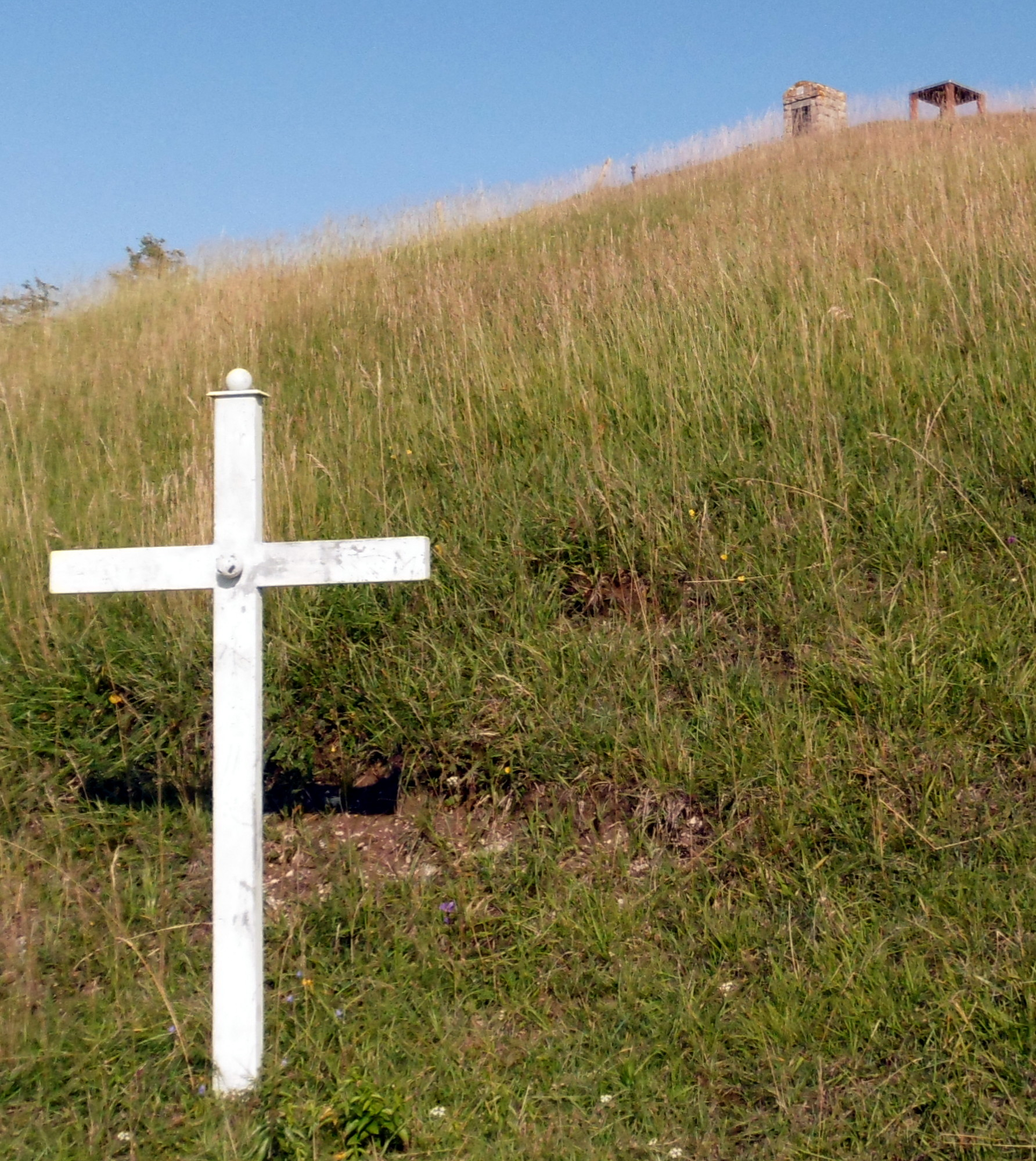
Kreuz am Schlangenberg

Am 30. Oktober 1921 errichteten die Bewohner Breinigerbergs eine Gedenkstätte für die Opfer des Ersten Weltkrieges auf der Kuppe des Schlangenbergs. Nach Ende des Zweiten Weltkrieges wurde die Erinnerungsstätte um die Opfer des neuen Krieges erweitert und galt zukünftig den Opfern beider Weltkriege.
Im Jahre 1981 wurde das stark beschädigte Denkmal von Mitgliedern des lokalen Vereins „Hahnengesellschaft“ restauriert.

## Flora und Fauna
Der Schlangenberg und die ihn umgebenden, zum größten Teil bewaldeten Flächen weisen eine seltene Galmeiflora auf. So findet sich hier das Galmeiveilchen, die Galmei-Grasnelke und als Frühjahrsblüher das Galmei-Täschelkraut.
Der Schlangenberg ist für seinen Schmetterlingsreichtum bekannt.